# 콘월주 관련 문서 색인
다음은 콘월주에 관한 문서 목록이다.

## 0-9
- 2005년 영국 총선

## ㄱ
- 공작 (작위)
- 그레이트브리튼섬

## ㄴ
- 나라 없는 민족
- 뉴키

## ㄷ
- 닥터 마틴 (드라마)
- 대서양
- 데번주

## ㄹ
- 레드루스
- 레베카 (1940년 영화)
- 레베카 (소설)

## ㅂ
- 보드민
- 본토
- 북반구
- 북유럽
- 브리튼 제도
- 브릿팝
- 비숍 록

## ㅅ
- 사과주
- 서유럽
- 세인트아이브스 (콘월주)
- 스타게이지 파이
- 실리 제도

## ㅇ
- 야그
- 어둠의 표적
- 에이펙스 트윈
- 영국 해협
- 영국
- 유라시아
- 유럽
- 잉글랜드
- 잉글랜드의 단일 자치구
- 잉글랜드의 전례주

## ㅈ
- 자메이카 여인숙 (영화)
- 자메이카 여인숙

## ㅋ
- 카운티
- 켈트 국가
- 켈트 기독교
- 켈트 음악
- 켈트족
- 켈트해
- 콘월 공국
- 콘월 공작
- 콘월 국민주의
- 콘월 요리
- 콘월어
- 콘월인
- 콘월주 찬가
- 콘월주
- 클로티드 크림

## ㅌ
- 타마강
- 타칭 지명과 자칭 지명
- 테이트 세인트아이브스
- 트루로

## ㅍ
- 패스티
- 팰머스 (콘월주)
- 팰머스 대학교
- 펜잰스
- 포츠쿠르노
- 픽시